# Sophia Dussek
Sofía Corri (Edimburgo, 1 de mayo de 1775 - Londres, entre 1830 y 1847), más conocida bajo el sobrenombre Dussek, fue una cantante, compositora, arpista y pianista muy importante para el panorama musical de los siglos XVIII - XIX en Inglaterra.
Sofía nació en el seno de una familia vinculada a la música. Su padre, Doménico Corri (1746-1725), era un cantante, compositor, crítico musical y profesor nacido en Roma. Doménico había realizado sus estudios en Nápoles y llegó a producir una ópera cómica en 1770 en el Teatro della Pace (Roma) gracias a la cual ganó cierto renombre. Al año siguiente estableció contactos y consiguió dirigir los conciertos de la que posteriormente sería la Sociedad Musical de Edimburgo. Así, poco a poco se convirtió en reconocido cantante y concertista, fue construyendo en torno a su persona una buena reputación junto a otros grandes talentos del momento y se hizo promotor de espectáculos de entretenimiento.
Sofía, su segunda hija, fue enseñada por su padre tanto en la música vocal como en la ejecución del pianoforte y empezó a realizar interpretaciones instrumentales en público desde niña. Cuando la pequeña Sofía solo tenía cuatro años de edad, su padre se encontró con dificultades económicas para financiar sus propiedades, sus publicaciones musicales, así como el negocio musical en general, por lo que se vio obligado a traspasarlo a su hijo mayor.

## Etapa en Londres
Con la intención de probar suerte, toda la familia Corri se trasladó a Londres en la década de 1780 (posiblemente hacia 1788) y allí abrieron otro negocio de publicaciones musicales. En Londres, Sofía pudo estudiar canto con Luigi Marches, Giuseppe Viganoni y Giambattista Cimador y disfrutó del éxito como cantante con su debut en los conciertos de Salomón (1791). Gozó de la compañía de grandes compositores y músicos del momento, como Haydn, con el que trabajó conjuntamente en numerosas ocasiones y fue protagonizó en primera persona la introducción de la música de Mozart en el panorama musical londinense.
Fue en Londres también donde conoció a Jan Ladislav Dussek (1760-1812), recién llegado de París. Dussek ya era famoso en el mundo de la música gracias a su brillante carrera como pianista, que le había proporcionado una envidiable reputación. Además, se movía en entornos de presigio: tocando para las cortes de Catherina II de Rusia, Príncipe Radziwill de Polonia o María Antonieta de Francia. Debido a sus conocidos vínculos con la realeza, llegó a Francia en 1789 (en plena revolución) y desde allí trazó su camino hasta Londres, donde fue muy conocido como profesor de piano y como intérprete en los conciertos de Salomón. Sofía y Dussek se enamoraron y contrajeron matrimonio en agosto de 1792. A partir de ese momento, Sofía empezó a tener una nueva profesora, la madre de su marido Verónika Stebetova Dussek, una arpista que había iniciado a su hijo en el arpa y que le había proporcionado suficiente conocimiento y técnica de interpretación para que pudiera ayudar e instruir a su mujer. Juntos realizaron conciertos de canto, como pianista y como arpista. Desde entonces, Sofía fue configurándose como un personaje muy competente del arpa, del canto y del piano.
Mientras tanto, Domenico Corri involucró a Dussek en su empresa de publicaciones musicales y se convirtieron en compañeros de lo que posteriormente sería Corri, Dussek & Co. Sin embargo, esto fue el inicio del desastre para ambos miembros del negocio y aunque la disolución de esta disputa no se conoce con exactitud, se calcula que fue entre 1800 y 1801. Por ese entonces, Sofía dio a luz a su hija Olivia (el 29 de septiembre de 1801), y puso a su hija en contacto con todas las competencias en las que ella había sido educada desde pequeña, consiguiendo que destacase tanto en el arpa como en el piano, además de ser compositora.
La relación con su marido había vivido bastantes altibajos a lo largo de la vida que compartieron juntos e incluso Dussek había dejado Londres hacia 1807, sin conocerse si en algún momento volvió a tener contacto con su hija Olivia. En 1812 Dussek muere y Sofía poco tiempo después se casó con el violista John Alvis Moralt, estableciendo su núcleo familiar en Paddington, donde fundaron una escuela de música.

## Producción musical
Las publicaciones musicales de Sofía giran en torno a sonatas, rondós, variaciones y numerosos arreglos para piano o arpa. Cabe destacar, que al igual que ocurrió en otros muchos matrimonios de músicos, en numerosas ocasiones se publicaron obras compuestas originalmente por mujeres que, bien por cuestiones de imposición o por la búsqueda de una mayor cantidad de ventas y expansión, se atribuyeron a sus maridos. Por ejemplo, en el caso de nuestra compositora, la conocida Sonata para arpa en Dom op. 2 ha sido incorrectamente atribuida a su primer esposo Dussek
Actualmente, son muy reconocidas y valoradas las obras escritas por Sofía Dussek dentro del repertorio para arpa. En cambio, el patrimonio musical tanto de la familia Corri como de la familia Dussek se vio evidenciado en Olivia. Fue una mujer que no solo destacó por su maestría con el arpa y el piano, sino también con brillantes composiciones y publicaciones de piezas para órgano, arpa y teclado.

## Catálogo de obras
- Introduction and Waltz
- A Favorite French Air with Variations
- Sonata Op. 2 No. 1 in B flat Major: Allegro Moderato
- Sonata Op. 2 No. 1 in B flat Major: Andante
- Sonata Op. 2 No. 1 in B flat Major: Allegro
- Sonata Op. 2 No. 2 in G Major: Allegro Moderato
- Sonata Op. 2 No. 2 in G Major: Andante
- Sonata Op. 2 No. 2 in G Major: Allegro Moderato
- Sonata Op. 2 No. 3 in C minor: Allegro Moderato
- Sonata Op. 2 No. 3 in C minor: Andantino
- Sonata Op. 2 No. 3 in C minor: Allegro
- La Chasse
- Sonata Op. 2 No. 4 in E flat Major: Allegro Maestoso
- Sonata Op. 2 No. 4 in E flat Major: Lochaber
- Sonata Op. 2 No. 4 in E flat Major: Allegretto
- Sonata Op. 2 No. 5 in F Major: Allegro Assai
- Sonata Op. 2 No. 5 in F Major: Larghetto con Espressione
- Sonata Op. 2 No. 5 in F Major: Allegretto
- Sonata Op. 2 No. 6 in C Major: Allegretto
- Sonata Op. 2 No. 6 in C Major: Andante con Espressione
- Sonata Op. 2 No. 6 in C Major: Caledonian Hunt

## Contexto musical
En el ámbito musical y más concretamente en Inglaterra, los instrumentos musicales disfrutan también del progreso y mejoran considerablemente. La música instrumental va poco a poco acrecentando su público aunque la ópera se sigue manteniendo a la cabeza. En comparación con el resto de Europa, en Inglaterra los músicos estaban mucho mejor pagados, por lo que en general todos los compositores e intérpretes intentaban llegar a Londres (como Haydn, sin ir más lejos). Había, por tanto un espíritu de competitividad (favorecido por el capitalismo), grandes concertistas y muy buenas programaciones de las temporadas de conciertos. En conclusión, un ambiente más que apetecible para cualquiera del gremio.

## Discografía
- Dussek, Jan Ladislav & Sophia: Harp sonatas by Kyunghee Kim-Sutre (Sonarti records, 2013, RT01)